# Łagiewniki (Neder-Silezië)
Łagiewniki (Duits: Heidersdorf) is een dorp in de Poolse woiwodschap Neder-Silezië. De plaats maakt deel uit van de gemeente Łagiewniki en telt 2,500 inwoners.
Het dorp beschikt over een treinstation.

## Geboren
- Heinar Kipphardt (1922-1982), Duits schrijver